# Ezra Meeker
Ezra Manning Meeker (29 tháng 12 năm 1830 – 3 tháng 12 năm 1928) là một nhà tiên phong người Mỹ đã đi trên Đường mòn Oregon bằng toa xe bò khi còn trẻ, di cư từ Iowa đến Bờ biển Thái Bình Dương. Cuối đời, ông đã làm việc để tưởng nhớ Đường mòn, nhiều lần kể lại chuyến đi thời trẻ của mình. Từng được mệnh danh là "Vua Hop của Thế giới", ông là thị trưởng đầu tiên của Puyallup, Washington.
Meeker sinh ra ở Butler County, Ohio, cho Jacob và Phoebe Meeker. Gia đình anh chuyển đến Indiana khi anh còn là một cậu bé. Ông kết hôn với Eliza Jane Sumner năm 1851; năm sau, cặp vợ chồng cùng với anh trai Ezra và đứa con trai mới sinh của họ lên đường đến Lãnh thổ Oregon, nơi có thể khai hoang và định cư. Mặc dù họ phải chịu đựng những khó khăn gian khổ trên Đường mòn trong hành trình gần sáu tháng, nhưng cả nhóm vẫn sống sót sau chuyến đi. Meeker và gia đình của anh ta ở gần Portland một thời gian ngắn, sau đó đi về phía bắc để sống trong vùng Puget Sound. Họ định cư tại nơi bây giờ là Puyallup vào năm 1862, nơi Meeker phát triển hoa biađể sử dụng trong sản xuất bia. Đến năm 1887, công việc kinh doanh của ông đã khiến ông trở nên giàu có, và vợ ông đã xây một dinh thự lớn cho gia đình. Vào năm 1891, một sự xâm nhập của rệp hop đã phá hủy mùa màng của ông và lấy đi nhiều tài sản của ông. Sau đó, ông đã thử sức với một số dự án mạo hiểm, và thực hiện bốn chuyến đi phần lớn không thành công đến Klondike, mua hàng tạp hóa và hy vọng kiếm được lợi nhuận từ cơn sống.
Meeker tin rằng Đường mòn Oregon đang bị lãng quên, và ông quyết tâm công bố rộng rãi để nó có thể được đánh dấu và dựng tượng đài. Vào năm 1906–1908, mặc dù đã ở cuối những năm 70 tuổi, ông đã đi lại các bước của mình dọc theo Đường mòn Oregon bằng xe goòng, tìm cách xây dựng các tượng đài trong các cộng đồng trên đường đi. Chuyến đi của anh ấy đến New York, và ở Washington, DC, anh ấy đã gặp Tổng thống Theodore Roosevelt. Ông đã đi lại Đường mòn vài lần trong hai thập kỷ cuối cùng của cuộc đời này, bao gồm cả bằng xe điện vào năm 1910–1912 và bằng máy bay vào năm 1924. Trong một chuyến đi khác như vậy, vào năm 1928, Meeker bị ốm nhưng được Henry Ford cứu chữa.. Khi trở về tiểu bang Washington, Meeker bị ốm một lần nữa và qua đời tại đó vào ngày 3 tháng 12 năm 1928, ở tuổi 97. Meeker đã viết một số cuốn sách; công việc của ông đã tiếp tục thông qua các hoạt động của các nhóm như Hiệp hội Đường mòn Oregon-California.